# Courtry
Courtry is een gemeente in het Franse departement Seine-et-Marne (regio Île-de-France) en telt 6036 inwoners (1999). De plaats maakt deel uit van het arrondissement Torcy.

## Geografie
De oppervlakte van Courtry bedraagt 4,2 km², de bevolkingsdichtheid is 1437,1 inwoners per km².
De onderstaande kaart toont de ligging van Courtry met de belangrijkste infrastructuur en aangrenzende gemeenten.

## Demografie
Onderstaande figuur toont het verloop van het inwonertal (bron: INSEE-tellingen).